# Fludioxonil
Fludioxonil ist eine chemische Verbindung aus der Gruppe der Pyrrole, genauer der Phenylpyrrole, die sich von Pyrrolnitrin ableitet.

## Geschichte
Fludioxonil basiert zusammen mit Fenpiclonil auf Pyrrolnitrin, einem Sekundärmetaboliten des Bakteriums Pseudomonas pyrrocinia.

## Gewinnung und Darstellung
Fludioxonil kann durch eine mehrstufige Reaktion beginnend mit der regioselektiven Lithiierung von 2,2-Difluorbenzodioxol und über Zwischenschritte die Umwandlung des Zwischenproduktes mit TosMIC gewonnen werden. Ebenfalls möglich ist die Synthese beginnend mit der Reaktion von 4-Amino-2,2-difluorbenzodioxol mit Acrylnitril, Triethylamin und TosMIC.

## Eigenschaften
Fludioxonil ist ein als Reinstoff geruchloses, schwach gelbliches, als technisches Produkt olivgrünes Pulver, welches praktisch unlöslich in Wasser ist. Es ist stabil gegenüber Hydrolyse bei pH-Werten von 5, 7 und 9.

## Verwendung
Fludioxonil wird als nicht-systemisches Fungizid verwendet. Die Wirkung beruht auf der Hemmung der MAP-Kinase, die zur Signalübertragung für die Osmoregulation bei der Glycerin-Synthese benötigt wird. Fludioxonil wird zur Blatt- und Saatgutbehandlung verwendet, um Krankheiten zu bekämpfen, die durch Pilze der Abteilungen Ascomyceten, Basidiomyceten und der Fungi imperfecti ausgelöst werden. Es wurde 1993 von Ciba-Geigy auf den Markt gebracht und 1995 in den USA erstmals zugelassen.

## Zulassung
Die EU-Kommission entschied 2007, Fludioxonil in die Liste der zugelassenen Wirkstoffe von Pflanzenschutzmitteln aufzunehmen.
In einer Reihe von EU-Staaten, unter anderem in Deutschland und Österreich, sowie in der Schweiz sind Pflanzenschutzmittel (z. B. Celest) mit diesem Wirkstoff zugelassen. In der Schweiz gilt für Ananas ein relativ hoher Rückstandshöchstgehalt von 7 Milligramm Fludioxonil pro Kilogramm.

## Externe Links zu erwähnten Verbindungen
1. ↑  Externe Identifikatoren von bzw. Datenbank-Links zu Difluorbenzodioxol:  CAS-Nr.: 1583-59-1, EG-Nr.: 216-431-4, ECHA-InfoCard: 100.014.939, PubChem: 74103, Wikidata: Q72462483.